# 林ゆたか
林 ゆたか（はやし ゆたか、1947年2月24日 - ）は、日本のバンドドラマー・元俳優。本名は林 温。
東京都出身。城西大学附属城西高等学校卒業。テアトル・ド・ポッシュ、オフィスBINに所属していた。
長兄はアニメーション演出家のりんたろう（本名：林重行）。次兄は同じくアニメーション演出家の林政行。

## 来歴・人物
一家の疎開先であった長野県長野市にて出生。その後東京都の本宅で育つ。高校卒業後、グループ・サウンズ「ヴィレッジ・シンガーズ」の結成に参加。ドラマーとして数々のヒット曲を世に送り出した。グループ解散後は俳優に転向。社会に屈折した若者から悪役まであらゆる役を演じた。
その間、奈美悦子と結婚・離婚し、1983年に引退した。引退後は実業家に転身し、オールディーズライブハウス「ケントス」やビートルズ・コピーバンド・ライブハウス「キャバンクラブ」「アビーロード」などを東京・大阪・福岡で展開し成功させてきたが、2001年辺りからヴィレッジ・シンガーズのメンバーとして再び活動を再開している。

## 出演作品

### 映画
- 思い出の指輪（1968年、松竹）[注釈 1]
- 虹の中のレモン （1968年、松竹） [注釈 1]
- 落葉とくちづけ （1969年、松竹） [注釈 1]
- 喜劇 怪談旅行 （1972年、松竹）
- ゴジラ対メガロ （1973年、東宝） - 陣川博[5][2]
- バージンブルース （1974年、日活）
- 新幹線大爆破 （1975年、東映）
- さらば夏の光よ （1976年、松竹）
- 暴行切り裂きジャック （1976年、日活）
- 赤い花弁が濡れる （1977年、日活）
- 肉体の悪魔 （1977年、日活）
- 霧の旗 （1977年、東宝）
- 皮ジャン反抗族 （1978年、東映）
- 病院坂の首縊りの家 （1979年、東宝）
- ホワイト・ラブ （1979年、東宝）
- 快楽昇天風呂（1979年、日活）
- レイプハンター 狙われた女 （1980年、にっかつ）
- 団鬼六 白衣縄地獄 （1980年、にっかつ）
- 野獣死すべし（1980年、東映）
- 幸福号出帆 （1980年、東映セントラルフィルム）
- 子どものころ戦争があった （1981年、松竹）
- 汚れた英雄 （1982年、東映）
- エル・オー・ヴィ・愛・N・G （1983年、東宝）
- 化粧 （1984年、松竹）
- メトロポリス （2001年、東宝）[注釈 2]

など

### テレビドラマ
- 特別機動捜査隊 第514話「三船刑事を殺せ」（1971年、NET / 東映）
- なんたって18歳! 第9話「すてきな男の子」（1971年、TBS / 大映テレビ）
- 美人はいかが? （1971年 - 1972年、TBS / 大映テレビ）
- 人造人間キカイダー 第15話「キンイロコウモリ呪いの陰」（1972年、NET / 東映） - 光明寺タロー（キンイロコウモリ人間態）
- 必殺シリーズ（ABC / 松竹）
  - 必殺仕掛人 第16話「命かけて訴えます」（1972年） - 甚八
  - 必殺仕置人 第13話「悪いやつほどよく見える」（1973年） - 磐城藩士・多田兵助
  - 必殺必中仕事屋稼業 第8話「寝取られ勝負」（1975年）- 忠太郎
  - 必殺仕舞人 第10話「身を投げ生きる安里屋ユンタ -琉球-」（1981年） - 知念
- 大江戸捜査網（12ch→TX / 三船プロ）
  - 第97話「御神火太鼓に男が燃える」（1973年） - 常三
  - 第109話「深川慕情」（1973年） - 杉本慎太郎
  - 第241話「誇り高き父子鷹」（1976年） - 竹下勇太郎
  - 第486話「大奥の怪 美女殺人事件」（1981年） - 万作
  - 第598話「告白! 若妻が秘めた不倫の子」（1983年） - 政五郎
- 太陽にほえろ! （NTV / 東宝）
  - 第31話「お母さんと呼んで」（1973年） - 誘拐犯
  - 第198話「死ぬな、ジュン!」（1976年） - 岡村
- 追跡 第7話「天使の宝石」（1973年、KTV / C.A.L）
- アイフル大作戦 第23話「純金のポンコツ自動車レース!」（1973年、TBS / 東映）
- 銀河テレビ小説（NHK）
  - 三四郎 （1974年）
  - 自我の構図（1974年） - 吉沢徳二
- 狼・無頼控 第21話「獄門台の花嫁」（1974年、MBS / 映像京都）
- 唖侍鬼一法眼 第24話「哀しい女」（1974年、NTV / 勝プロ） - 宗吉
- 夜明けの刑事（TBS / 大映テレビ）
  - 第17話「さあ、女の復讐が始まるわ!」（1975年）
  - 第30話「ナンセンスクイズ殺人事件」（1975年）
  - 第43話「愛の終わりに殺された女」（1975年） - 荒崎竜次
  - 第71話「襲われたホテル 密室の復讐!!」（1976年）
  - 第78話「現代・四谷怪談」（1976年）
- バーディー大作戦 第41話「全員! 覗き盗聴開始!」（1975年、TBS / 東映）
- 池田大助捕物日記 第21話「逢魔のとき」（1975年、KTV） - 千之助
- ザ★ゴリラ7 第6話「お湯に群がる野獣ども」（1975年、NET / 東映） - 寺沢
- Gメン'75（TBS / 東映）
  - 第7話「女子学生誘拐殺人事件」（1975年） - 花村
  - 第15話「密輸死体」（1975年） - 北室ケンジ
  - 第41話「白銀の現金輸送車襲撃事件」（1976年） - タカシ
  - 第70話「ルンペン・銀行襲撃事件」（1976年） - 「GORO」従業員
  - 第79話「24749の死体」（1976年） - 吉沢シンイチ
  - 第106話「女刑事殺人第一課」（1977年） - 呉啓明
  - 第157話「ウェディングドレス殺人事件」（1978年） - 丹羽重吉
  - 第171話「太平洋大捜査網」（1978年） - ファム・チ・タオ
  - 第183話「奥様族の遺留指紋」（1978年） - バンドのドラマー
  - 第206話「催眠術殺人事件」（1979年） - サブ
  - 第287話「手術台の上の悪魔」（1980年） - 三村
  - 第324話「深夜放送に届いたバラバラ死体」（1981年） - 岩下ディレクター
- プレイガールQ   第38話「怪談世にも凄まじい女の呪い」（1975年、12ch / 東映）- 須田
- 男なら（1975年 - 1976年、NTV） - 川島明
- 痛快!河内山宗俊 第4話「祭ばやしに男が賭けた」（1975年、CX / 勝プロ）
- 新宿警察 第9話「新宿はやり唄」（1975年、CX / 東映） - 平塚清
- はぐれ刑事 第7話「蒸発」（1975年、NTV / 国際放映） - 花谷二郎
- 燃える捜査網 第9話「愛と怒りの港」（1975年、NET / 東映）
- 大都会シリーズ（NTV / 石原プロ）
  - 大都会 闘いの日々 第6話「ちんぴら」（1976年）
  - 大都会 PARTII
    - 第4話「警官嫌い」（1977年） - 竹本
    - 第35話「危機迫る賭け」（1977年） - 西川
    - 第49話「逃亡の果て」（1978年） - 北山士郎

  - 大都会 PARTIII
    - 第13話「脱出路」（1978年）
    - 第28話「ブラックホール」（1979年） - 桜木八郎
- ベルサイユのトラック姐ちゃん 第11話「わたしの蜜を吸って!」（1976年、NET / 東映）
- 気まぐれ天使（1976年 - 1977年、NTV / ユニオン映画）
- 赤い衝撃（1976年 - 1977年、TBS / 大映テレビ）
- 土曜ドラマ（NHK）
  - 松本清張シリーズ・最後の自画像 （1977年） - 山崎
  - 鎌田敏夫シリーズ / 十字路 第一部 第3話「沖縄編 自由」（1978年）
  - 松本清張シリーズ・けものみち （1982年） - 黒谷進
- 沖田総司 華麗なる暗殺者（1982年、フジテレビ） - 吉田稔麿 役
  - 松本清張シリーズ・波の塔 （1983年）
- 特捜最前線（ANB / 東映）
  - 第34話「コルト22口径の沈黙」（1977年）
  - 第55話「アリバイ・駆けこんで来た女!」（1978年）
  - 第90話「ジングルベルと銃声の街!」（1978年）
  - 第149話「女たちの殺人遊戯!」（1980年）
  - 第223話「ピラニアを飼う女たち!」（1981年） - 影山勝
  - 第272話「狙われた乗客!」（1982年） - 向坂ミノル
- 大追跡 第10話「耳」（1978年、NTV / 東宝） - 石崎アキラ
- 新五捕物帳（NTV / ユニオン映画）
  - 第33話「負け犬」（1978年）
  - 第54話「岡っ引きの唄」（1979年） - 橋場伊三次
  - 第91話「父の情けの花嫁衣裳」（1979年） - 良吉
  - 第158話「情で晴らす不義の仲」（1981年） - 佐八
- 破れ新九郎 第19話「無惨、狙われた百姓妻」（1979年、ANB / 中村プロ） - 新作
- 半七捕物帳 第26話「歩兵の髪切り」（1979年、ANB / 歌舞伎座テレビ）
- 鉄道公安官 第6話「若い日、旅立ち」（1979年、ANB / 東映） - 黒田
- 遠山の金さん 第2シリーズ 第19話「桜吹雪に散る涙」（1979年、ANB / 東映） - さぶ
- 大空港 第48話「目撃者はデカだ!」（1979年、CX / 松竹） - 松谷キミオ
- 熱中時代 刑事編 第16話「ミッキーをだました男」（1979年、NTV） - 金尾ヒロシ
- 探偵物語 （NTV / 東映ビデオ）
  - 第6話「失踪者の影」（1979年） - 岡本幸男
  - 第24話「ダイヤモンド・パニック」（1980年） - 矢吹
- 噂の刑事トミーとマツ（TBS / 大映テレビ）
  - 第1シリーズ
    - 第13話「銭湯でタイホ 刑事も裸 犯人も裸」（1980年） - 大橋鉄兵
    - 第36話「トミマツやりすぎ! 課長をタイホ」（1980年）
    - 第59話「ドッキリ写真! 女の後ろに犯人が」（1981年） - 横山

  - 第2シリーズ 第4話「トミー失神! マツの死を呼ぶ警察手帳」（1982年）- 荒神会構成員
- 土曜ワイド劇場 / 翔んでる女・アメリカ橋首なし殺人 （1980年、ANB / 東宝映像）
- ピーマン白書（1980年、CX / テレビマンユニオン） - 大野（ラジオディレクター）
- 江戸の朝焼け 第11話「妹の五十両」（1980年、CX / 東宝） - おげんの兄
- 秘密のデカちゃん 第2話「ゆうべの誓い、もう忘れたの?!」（1981年、TBS / 大映テレビ） - 田所
- 西部警察シリーズ（ANB / 石原プロ）
  - 西部警察
    - 第72話「命をつなぐ鎖」（1981年） - 倉持洋一
    - 第114話「FBI・指名手配!」（1982年） - 杉下孝一

  - 西部警察 PART-II 第17話「絶命!! 暴走トラック」（1982年） - 柏木竜次
  - 西部警察 PART-III 第47話「戦士よ、さらば…」（1984年） - 尾崎浩一
- 御宿かわせみ 第2シリーズ 第5話「秋色佃島」（1982年、NHK） - 伊之助
- あまく危険な香り（1982、TBS） - 長谷川俊介
- 火曜サスペンス劇場「その朝おまえは何を見たか」（1983年、NTV/大映映像） - 真中
- 女捜査官 第14話「闇の踊るホステス連続紋殺魔」（1983年、ABC / テレパック）
- ザ・サスペンス / 回転ドアの女 （1984年、TBS / 近藤照男プロ）

など

## 製作作品
- この胸のときめきを（1988年、東映クラシックフィルム）
監督：和泉聖治　出演：森沢なつ子、畠田理恵、田中邦衛、哀川翔　主題歌：生沢佑一